# Stefan Karadja, Dobrici
Stefan Karadja (în bulgară Стефан Караджа, în română Voinești) este un sat în comuna Dobricika, regiunea Dobrici, Dobrogea de Sud, Bulgaria. 
Între anii 1913-1940 a făcut parte din plasa Ezibei a județului Caliacra, România. Majoritatea locuitorilor erau români.

## Demografie
Componența etnică a satului Stefan Karadja
     Bulgari (60,11%)
     Nicio identificare (39,88%)
     Altele (0%)
La recensământul din 2011, populația satului Stefan Karadja era de 336 locuitori. Din punct de vedere etnic, majoritatea locuitorilor (60,11%) erau bulgari. Pentru 39,88% din locuitori nu este cunoscută apartenența etnică.